# Oudheidkundig Genootschap Niftarlake
Het Oudheidkundig Genootschap Niftarlake werd opgericht op 13 juni 1912.
Doel van het genootschap is het opwekken van de belangstelling voor de geschiedenis en oudheden van de gouw Niftarlake, het gebied tussen Utrecht en Muiden. Ook wil het genootschap bijdragen aan de instandhouding van oudheden en historische monumenten.
Activiteiten in de beginjaren omvatten onder meer het uitgeven van jaarboeken, het doen van excursies en het houden van samenkomsten. Ook maakten zij zich hard voor het herstel van erfgoed, zoals de toren van de Hervormde Kerk in Kortenhoef.